# Laupen
Laupen (französisch veraltet Loyes) ist eine politische Gemeinde im Verwaltungskreis Bern-Mittelland des Schweizer Kantons Bern.

## Geographie
Laupen liegt im unteren Sensetal am Zusammenfluss von Sense und Saane. Die Fläche beträgt 4,14 km², davon sind 1,05 km² Wald. Nachbargemeinden sind Kriechenwil, Ferenbalm, Mühleberg und Neuenegg im Kanton Bern sowie Bösingen auf freiburgischer Seite.

## Geschichte

Luftbild von Walter Mittelholzer (1925)

Die erste urkundliche Erwähnung (Loupa) stammt aus dem Jahr 1032. 1264 wurde der Ort von Rudolf von Habsburg erobert. 1267 folgte Peter von Savoyen, aber bereits 1269 wurde Laupen von Rudolf von Habsburg zurückerobert. 1275 verlieh er dem Ort die Handfeste nach dem Muster der Handfeste der Stadt Bern.
1310 verpfändete König Heinrich VII. seine Rechte an Laupen an die Stadt Bern, die nach 1324 einen Landvogt in Laupen stationierte. Die wachsenden Spannungen zwischen Bern und Freiburg führten 1339 zum Laupenkrieg zwischen der Stadt Bern und ihrer Burgundischen Eidgenossenschaft einerseits und dem von den Herren von Burgund und Habsburg unterstützten Freiburg anderseits, aus dem Bern als Sieger hervorging. In Laupen waren 600 Berner als Besatzung stationiert, denen 6000 Berner und Verbündete zu Hilfe kamen, wonach die Entscheidung in der Schlacht auf dem Bramberg fiel. Königin Agnes von Ungarn vermittelte den Frieden; Laupen blieb bei der Stadt Bern, die sich nun als führende Regionalmacht im Aaretal etablieren konnte.
1356 wird eine Kapelle St. Pankraz und Katharina als Filiale von Neuenegg erwähnt. Seit der Reformation ist Laupen ein eigenes Kirchspiel. Die heutige Kirche wurde in den Jahren 1734–1736 neu erbaut und 1947–1948 renoviert. Im Inneren befindet sich eine Renaissancekanzel (um 1660). Es gibt hier ein Glasgemälde von Adolf Kreuzer, das Rudolf von Erlach darstellt, sowie jene von Paul Zehnder (1949).

## Politik
Gemeindepräsidentin ist seit 2023 Betina Schwab  (Forum Laupen, Stand 2024).
Bei den Nationalratswahlen 2023 betrugen die Wähleranteile in Laupen (in Klammern die Veränderung im Vergleich zu den Wahlen 2019 in Prozentpunkten): SVP 26,43 % (−0,20), SP 22,03 % (+2,37), glp 14,32 % (+2,40), Mitte 12,05 % (−2,64), Grüne 10,87 % (−1,53), FDP 7,63 % (−0,01), EVP 2,58 % (+0,69), EDU 0,88 % (+0,37), Weitere 3,21 % (−1,45).

## Bevölkerung
| Jahr      | 1339    | 1850 | 1950 | 1960 | 1970 | 1980 | 1990 | 2000 | 2010 | 2020 |
| --------- | ------- | ---- | ---- | ---- | ---- | ---- | ---- | ---- | ---- | ---- |
| Einwohner | ca. 250 | 641  | 1418 | 1607 | 2139 | 2261 | 2512 | 2734 | 2813 | 3191 |

## Wirtschaft

### Poststelle Laupen
1846 errichtete die Post in Laupen eine Postablage in der Marktgasse. 1855 wurde diese Ablage zu einem «Bureau» erhoben. Die 1861 neu in Betrieb genommene Postkutsche von Laupen nach Flamatt und die ebenfalls neue Bahnlinie Bern–Balliswil gewährleisteten die Verbindung nach Bern. Das Postlokal in Laupen wurde 1893 um eine Telefonzentrale erweitert, welche 1936 automatisiert wurde. 1913 zog die Poststelle Laupen an den Bärenplatz, wo sie sich heute noch befindet (Stand 2024).

## Sehenswürdigkeiten
- Schloss Laupen

## Persönlichkeiten
- Heinrich Hess (1847–1919), Lehrer, Verleger und Politiker
- Emma Müller-Vogt (1853–1936), Frauenrechtlerin
- Emil Balmer (1890–1966), Mundartautor
- Fritz Augstburger (1930–2005), Politiker
- Mats Kovatsch (* 1989), Volleyball- und Beachvolleyballspieler

## Bilder

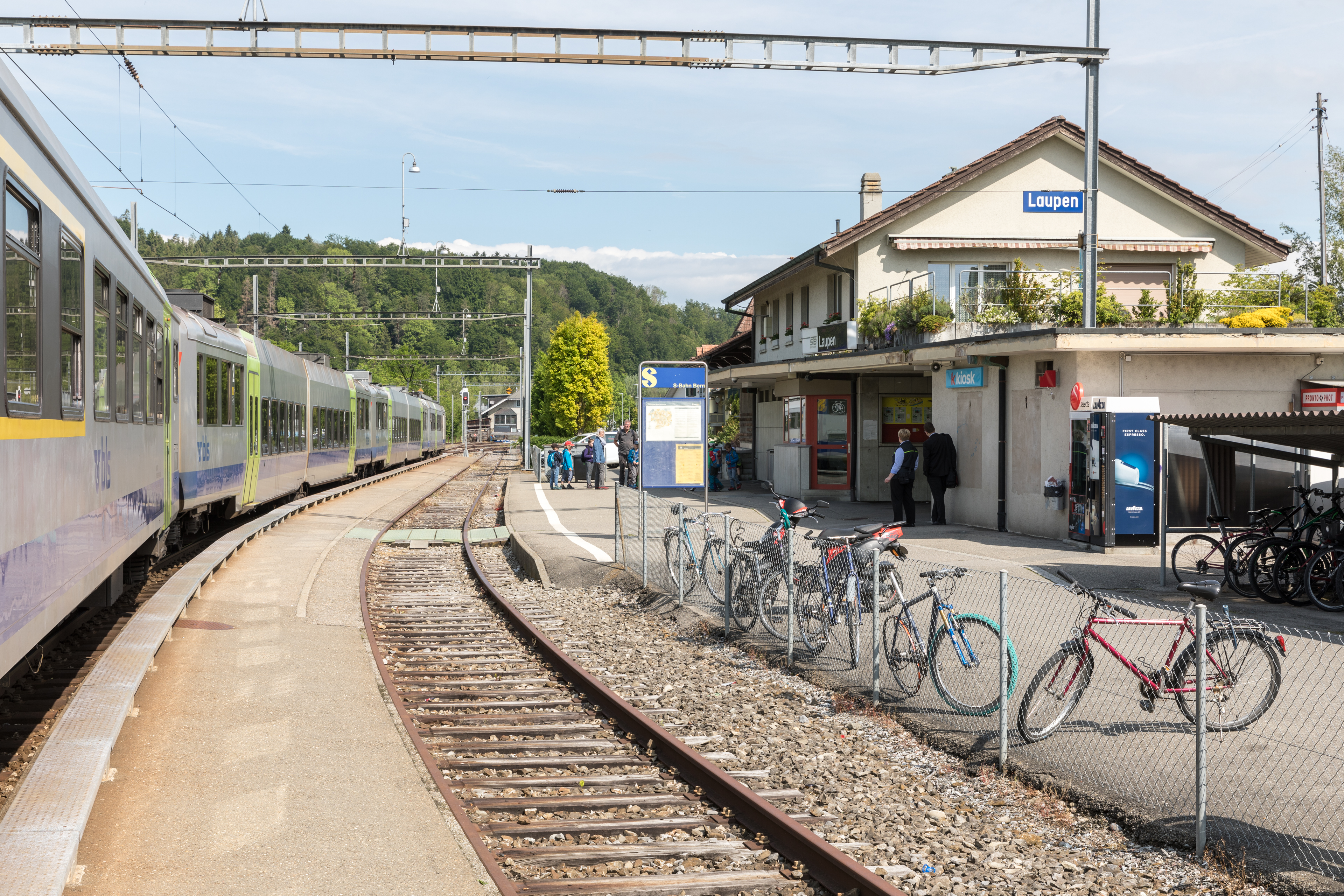
Bahnhof Laupen
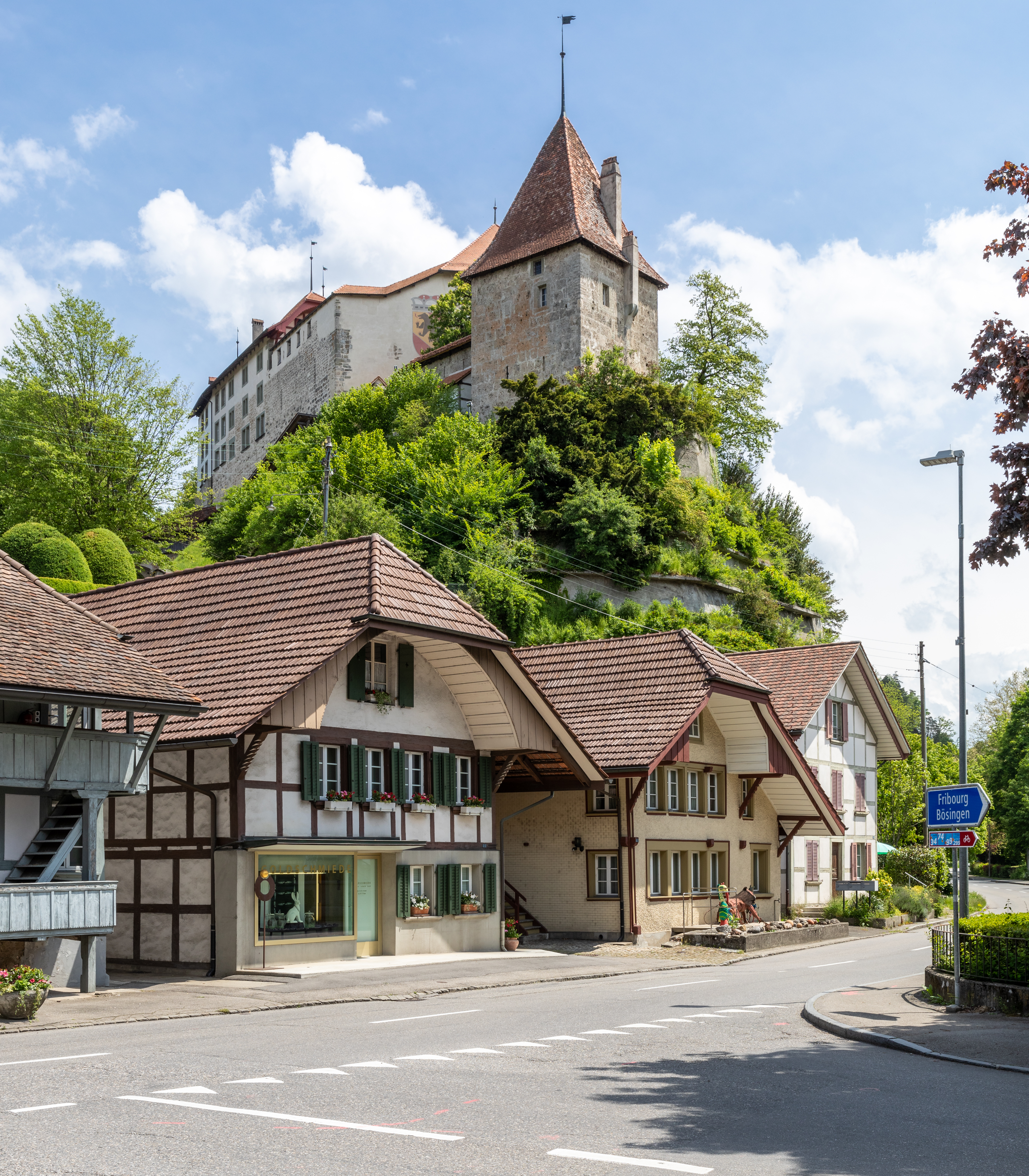
Neueneggstrasse und Schloss
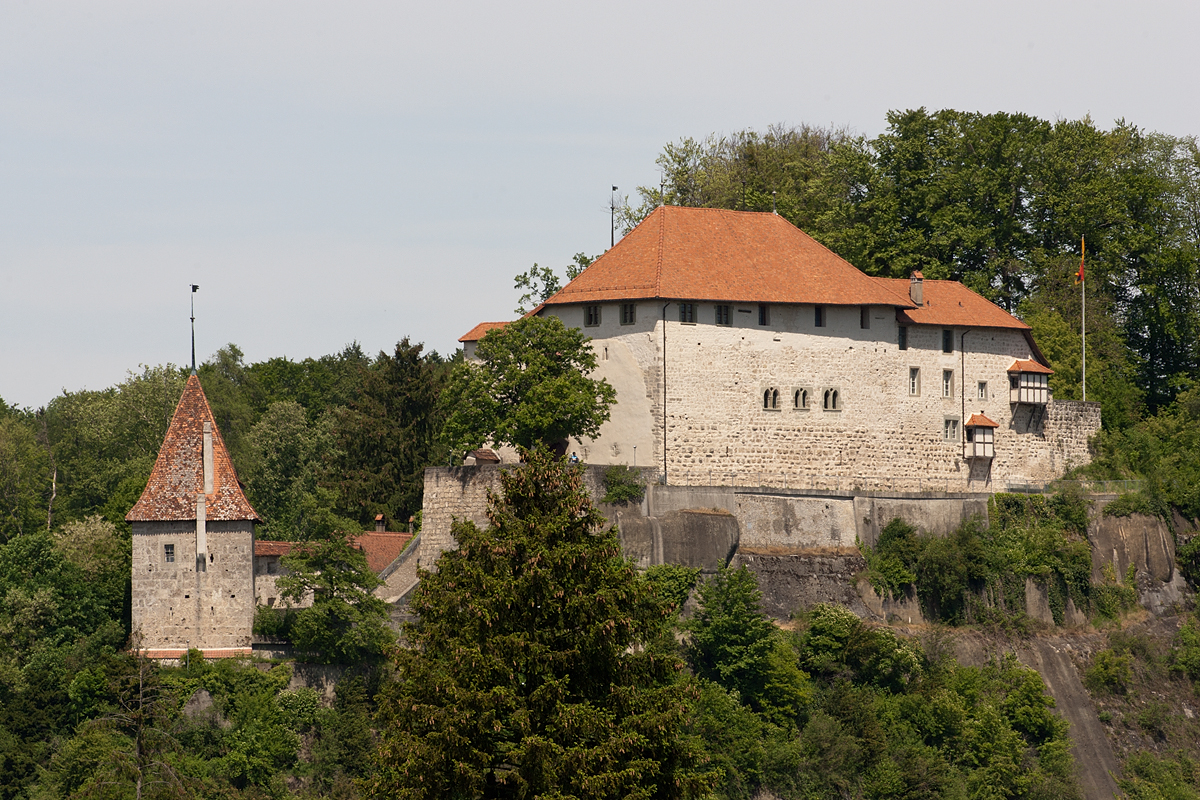
Schloss
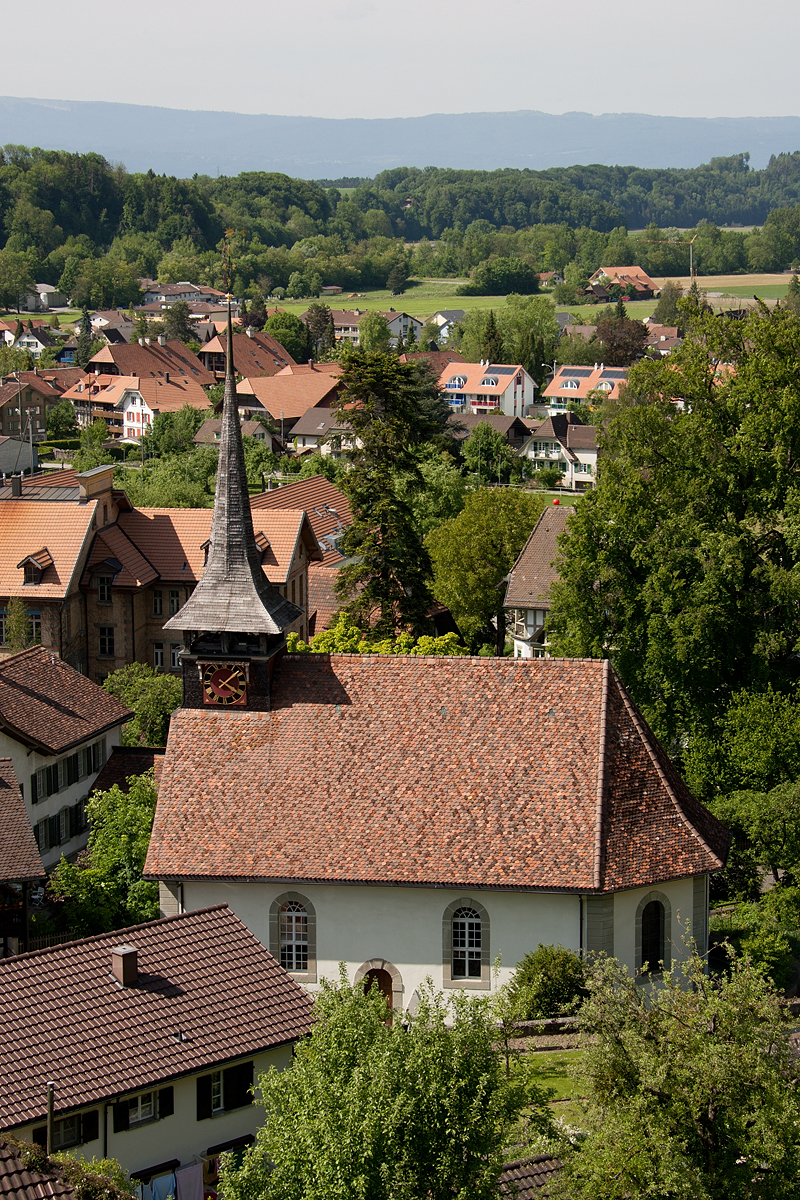
Kirche
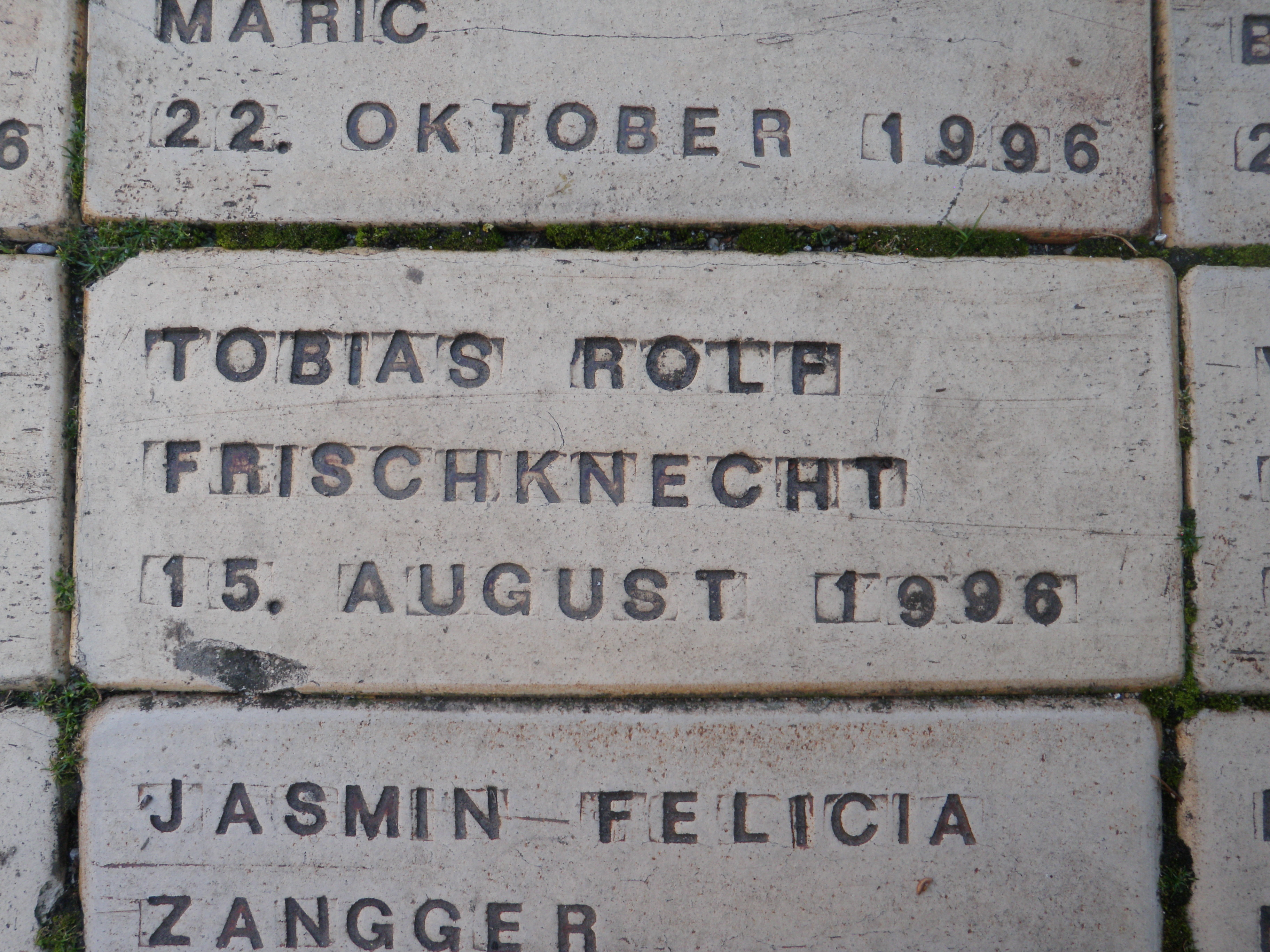
Neugeborenenregister
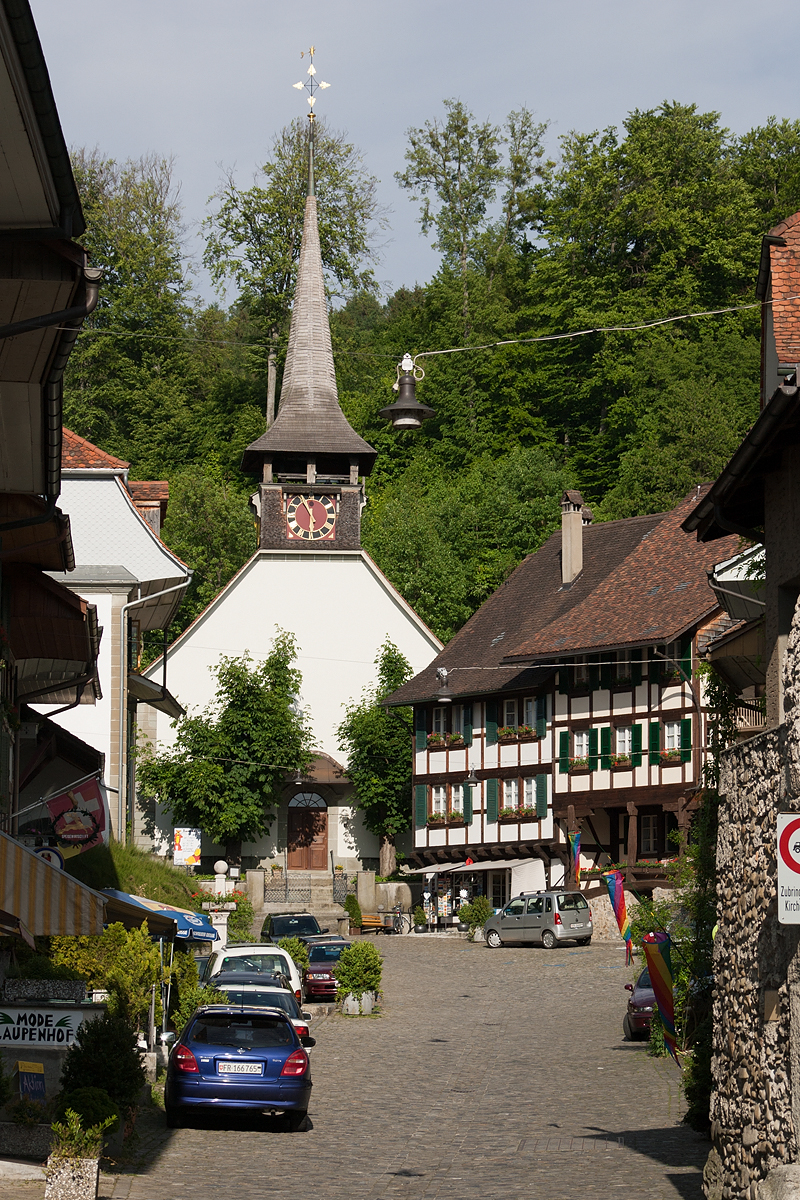
Läubliplatz
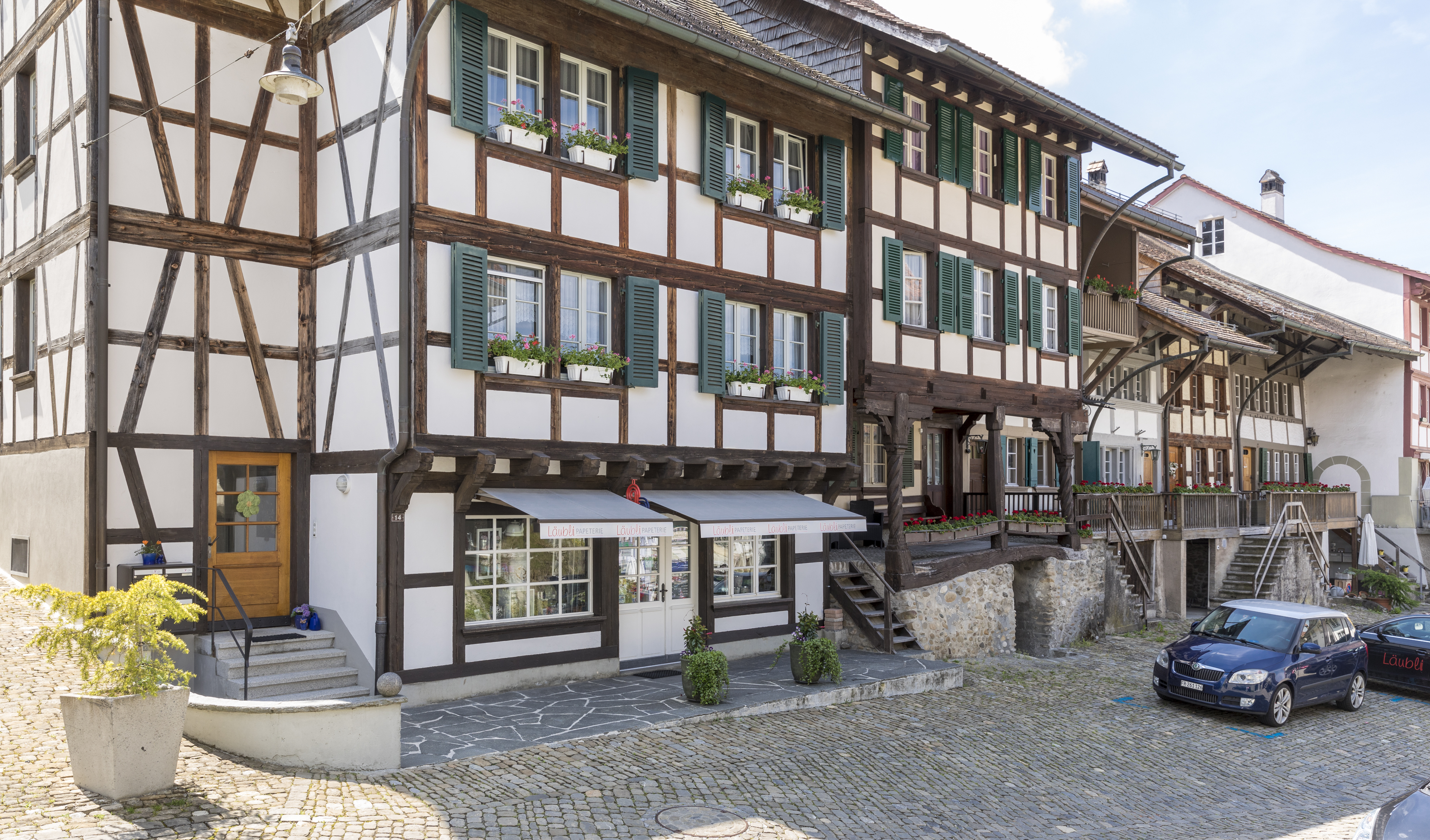
Läubliplatz
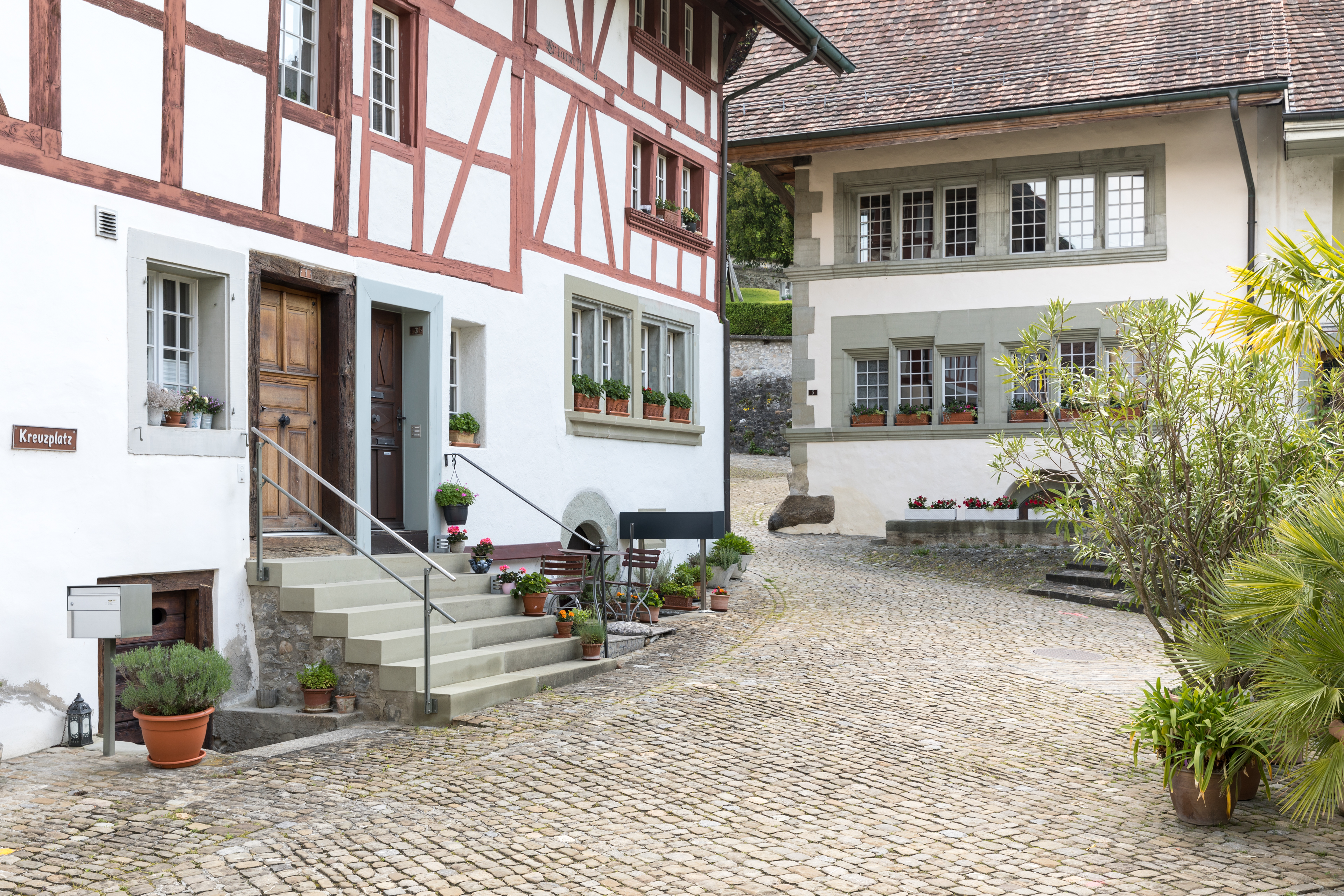
Kreuzplatz
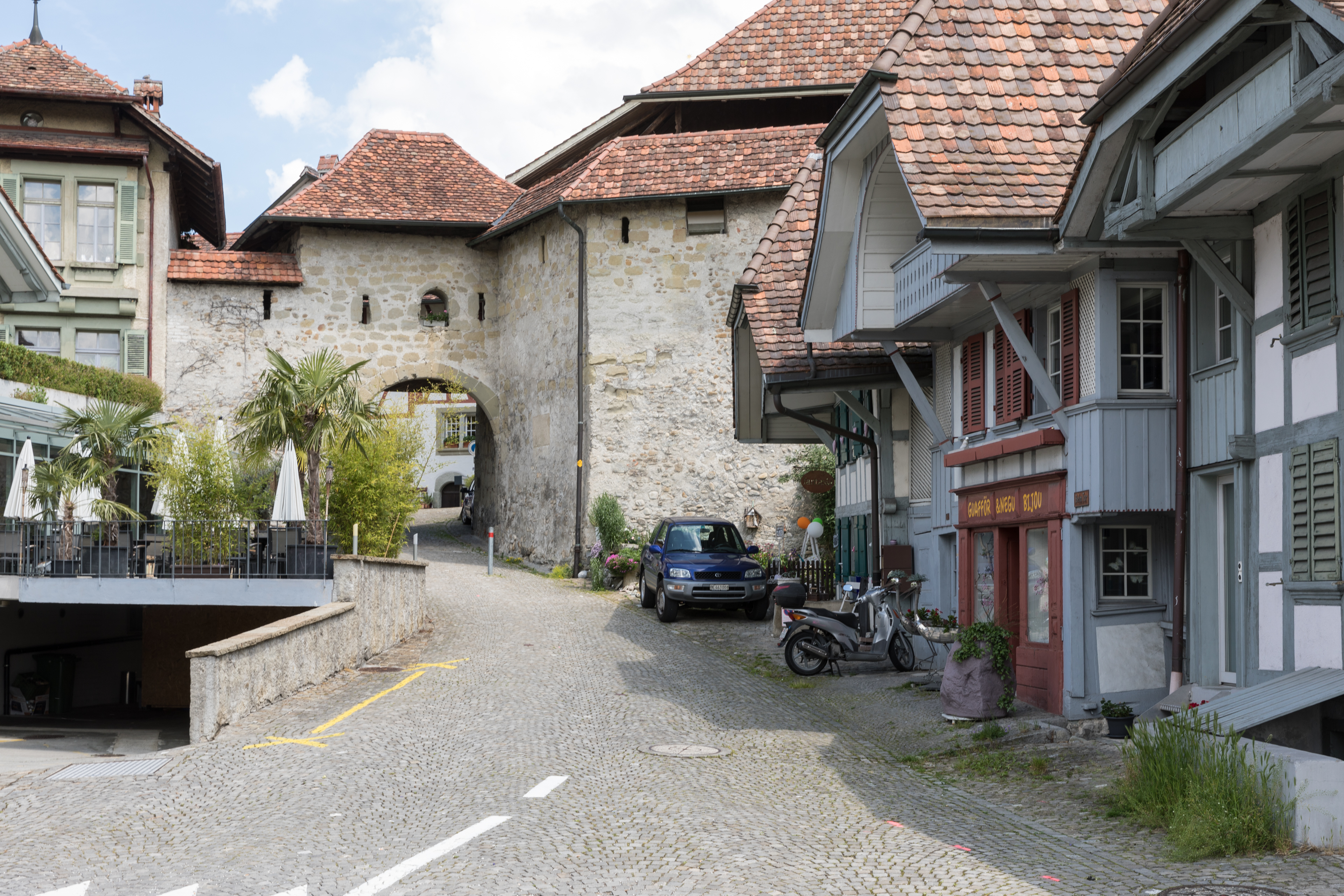
Freiburgertor
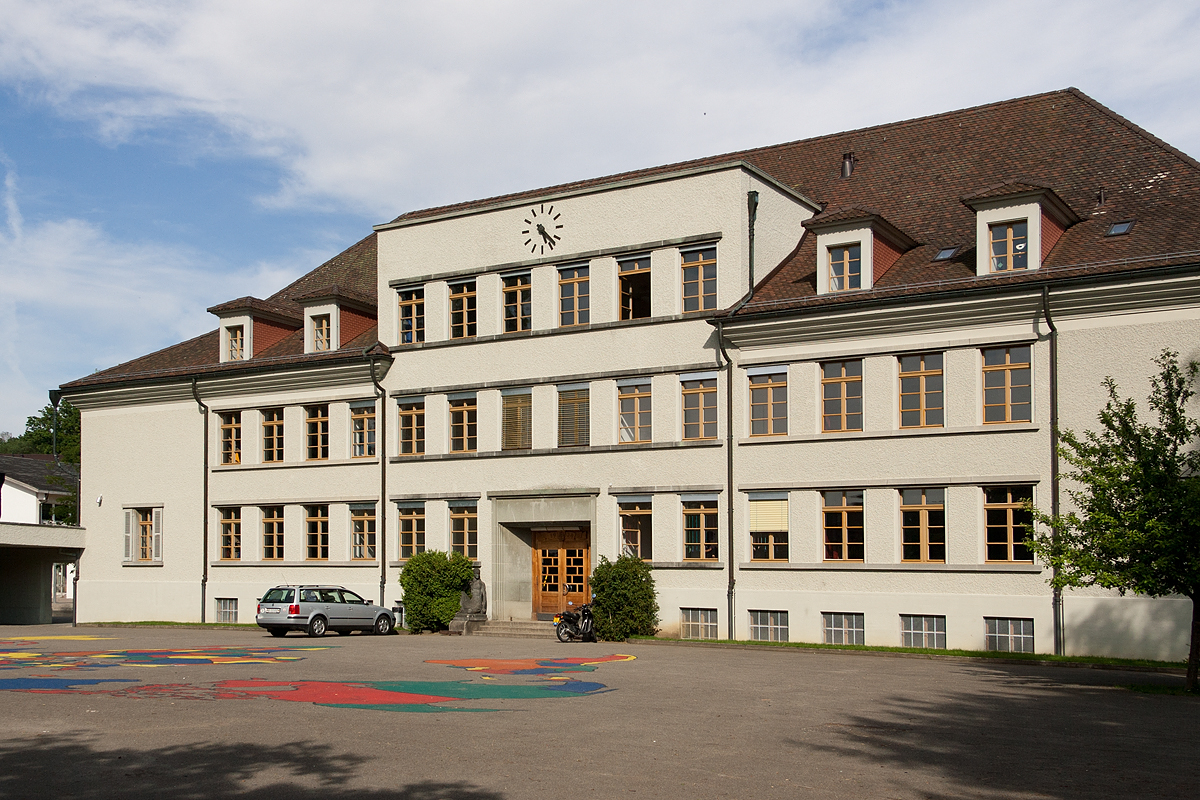
Schulhaus